# Федотов Костянтин Якович
Костянтин Якович Федотов (1886, село Заплавне, тепер Волгоградської області, Російська Федерація — розстріляний 9 травня 1938, Москва) — радянський партійний діяч, голова виконавчого комітету Харківської губернської ради, голова виконавчих комітетів Харківської та Запорізької окружних рад.

## Біографія
Народився у селянській родині в селі Заплавному біля Царицина. Освіта середня. З 1918 року — у Червоній армії.
Член РКП(б) з 1918 року.
У 1918—1919 роках — військовий комісар міста Царицина. З січня 1919 року — член Царицинського революційного комітету.
З червня 1920 року — військовий комісар Харківської губернії. Потім працював начальником Головного управління робітничо-селянської міліції Української СРР.
У жовтні 1923—1925 роках — голова виконавчого комітету Харківської губернської ради.
У серпні — грудні 1925 року — голова виконавчого комітету Харківської окружної ради.
У 1926—1927 роках — голова виконавчого комітету Запорізької окружної ради.
У квітні 1927 — січні 1933 року — заступник народного комісара землеробства Української СРР. 16 січня — 29 квітня 1933 року — 1-й заступник народного комісара землеробства Української СРР. 29 квітня 1933 — 31 березня 1934 року — заступник народного комісара комунального господарства Української СРР.
У 1934—1937 роках — заступник голови виконавчого комітету Московської обласної ради.
У 1937 — січні 1938 року — голова Московської обласної Спілки споживчої кооперації.
22 січня 1938 року заарештований органами НКВС. 9 травня 1938 року розстріляний і похований на кладовищі Бутово-Комунарка біля Москви. Посмертно реабілітований 18 серпня 1956 року.